# Argyresthia pentanoma
Argyresthia pentanoma is een vlinder uit de familie van de pedaalmotten (Argyresthiidae). De wetenschappelijke naam van de soort werd in 1913 gepubliceerd door Edward Meyrick.